# Mario Cuomo
 (mai 2020).
Si vous disposez d'ouvrages ou d'articles de référence ou si vous connaissez des sites web de qualité traitant du thème abordé ici, merci de compléter l'article en donnant les références utiles à sa vérifiabilité et en les liant à la section « Notes et références ».
Mario Cuomo, né le 15 juin 1932 et mort le 1er janvier 2015 à New York, est un homme politique américain membre du Parti démocrate et 52e gouverneur de l'État de New York de 1983 à 1994.

## Origine, études et famille
Mario Cuomo est né dans une famille italienne du quartier de Queens à New York. Il est le fils d'Andrea Cuomo (originaire de Nocera Inferiore) et d'Immacolata (originaire de Tramonti). Tous deux possèdent un magasin à South Jamaica, quartier du Queens. Mario Cuomo décroche brillamment son diplôme de droit à la Saint John's University (New York) en 1956, terminant premier de sa promotion. Par la suite, il assiste le juge Adrian P. Burke à la cour d'appel de New York.
En outre, Mario Cuomo porte les couleurs des Pirates de Pittsburgh en division inférieure. Mais une blessure à la tête le contraint à cesser cette activité.
Il épouse Matilda Cuomo en 1954, avec laquelle il a cinq enfants.

## Politique

### Carrière politique
Il se fait connaître dans les années 1960 quand il représente "The Corona Fighting 69", un groupe de 69 propriétaires du Queens dont les habitations sont menacées par la construction d'un nouveau lycée. En 1972, la réputation de Mario Cuomo grandit lorsqu'il est chargé par John Lindsay, alors maire de New York, de mener une médiation dans un différend concernant des logements sociaux prévus pour la classe moyenne de Forest Hills. Il décrit cette expérience dans le livre Forest Hills Diary.
En 1974, il est battu par Mary Anne Krupsak dans la primaire du Parti démocrate pour le poste de lieutenant-gouverneur de l'État de New York. Hugh Carey le nomme ensuite secrétaire de cet État.
Dans la primaire du Parti démocrate pour l'élection à la mairie de New York, il est battu par Ed Koch en 1977. Finalement, il est élu lieutenant-gouverneur en 1978. Mais la consécration arrive en 1982 lorsqu'il devient gouverneur de l'État de New York. Il est réélu en 1986 et en 1990.
Pendant plusieurs années, les médias spéculeront sur sa candidature à la primaire du Parti démocrate pour l'élection présidentielle. Mais Mario Cuomo a toujours refusé de concourir à ce scrutin. Son nom revient aussi avec insistance au moment de remplacer le retraité Byron White à la Cour suprême des États-Unis, mais il ne se montre guère intéressé par le poste.
En 1994, au moment de concourir pour un quatrième mandat en tant que gouverneur, les Républicains l'attaquent sans relâche sur son opposition à la peine de mort, prenant notamment en exemple le cas d'Arthur Shawcross (reconnu coupable de multiples homicides, il bénéficie d'une liberté conditionnelle en 1987 avant de commettre de nouveaux assassinats). Il est finalement vaincu par George Pataki, son adversaire républicain.

## Opinions
Mario Cuomo est connu pour ses prises de position progressistes. Il est opposé à la peine de mort, une opinion peu partagée à New York pendant la période de forte criminalité entre 1980 et le début des années 1990. En tant que gouverneur de l'État de New York, il oppose son veto à plusieurs projets de loi proposant le rétablissement de la peine de mort.
En matière d'avortement, Cuomo est favorable au libre choix de la femme. Dans un discours tenu en 1984, il s'en prend à la hiérarchie catholique, arguant « que ce qui est idéalement souhaitable n'est pas toujours possible, qu'il peut y avoir différentes approches politiques en dehors de l'adhésion inébranlable à une interdiction absolue [de l'avortement] ». Cette prise de position poussera le cardinal John Joseph O'Connor à excommunier Cuomo,. Ses funérailles sont pourtant célébrées en l'église Saint-Ignace-de-Loyola de New York en présence d'une grande foule.